# Кабрас
Ка̀брас (на италиански: Cabras; на сардински: Crabas, Крабас) е град и община в Южна Италия, провинция Ористано, автономен регион и остров Сардиния. Разположен е на 6 m надморска височина. Населението на общината е 9169 души (към 2010 г.).